# Christiaan Eijkman

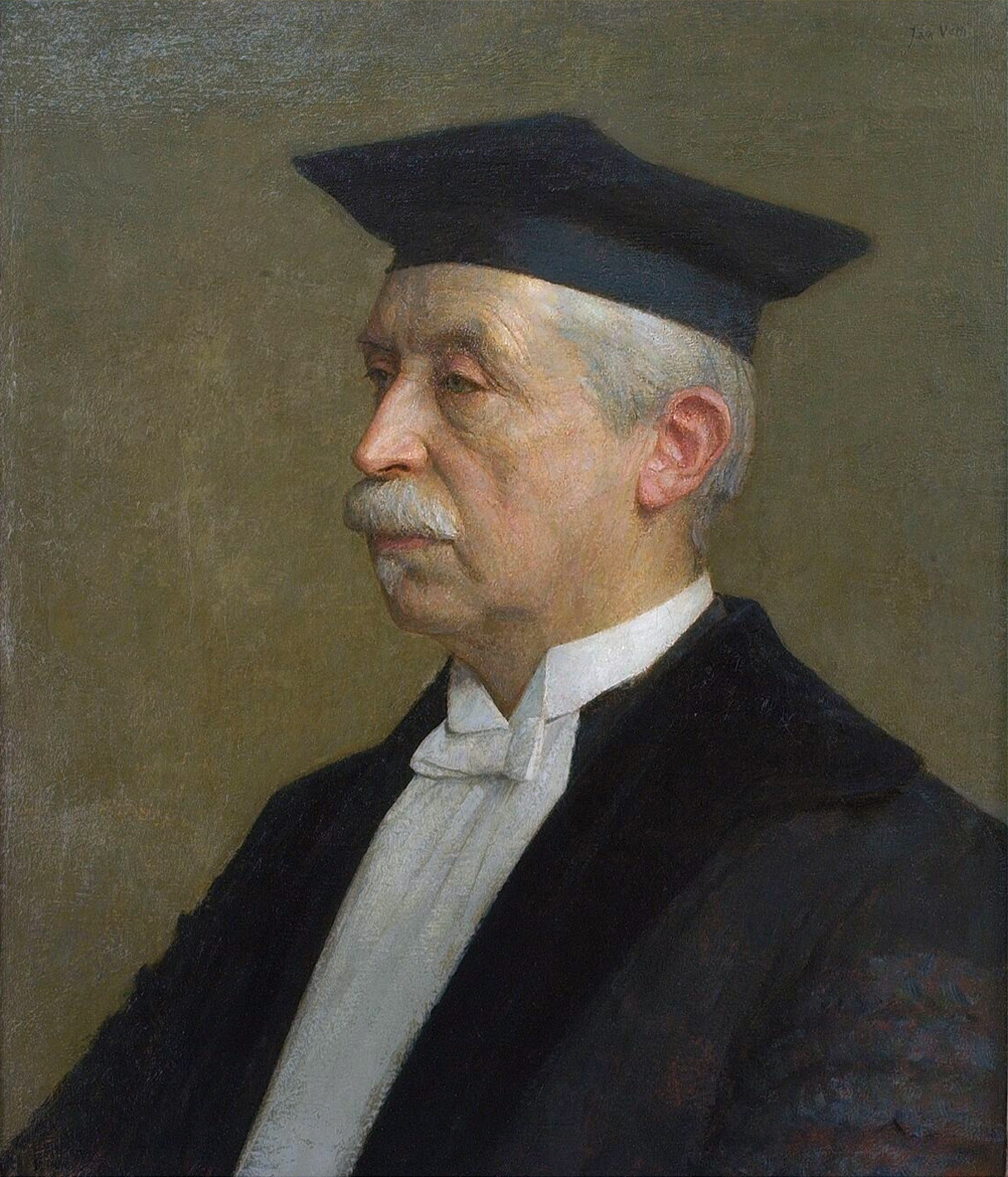
Portrét Eijkmana od Jana Pietera Vetha z roku 1923.

Christiaan Eijkman (11. srpna 1858 Nijkerk, Nizozemsko – 5. listopadu 1930 Utrecht, Nizozemsko) byl nizozemský lékař a patolog, nositel Nobelovy ceny za fyziologii a medicínu za rok 1929 za objev vitamínu, který stimuluje růst. Nobelovu cenu získal spolu s Frederickem Hopkinsem.

## Život a dílo

### Stručný životopis
Christiaan Eijkman se narodil 11. srpna 1858 v Nijkerku v Nizozemsku. Lékařství Eijkmana fascinovalo už od dětství a už v těchto letech byl rozhodnut stát se lékařem. Své předsevzetí vzal vážně a medicínu studoval na univerzitě v Amsterdamu. V letech 1889–1896 byl ředitelem patologické laboratoře v Batávii, dnešní Jakartě, a od roku 1898 byl plných třicet let profesorem hygieny a soudního lékařství na univerzitě v Utrechtu.

### Zkoumání nemoci beri-beri
Koncem 19. století se na Blízkém východě rozšířila velice zákeřná choroba zvaná beri-beri. Nizozemská vláda jmenovala zvláštní komisi, která měla za úkol vyřešit tento problém. V této komisi byl i Christiaan Eijkman, který byl v Batávii lékařem ve státní věznici. Jednoho dne, když pozoroval slepice, ho napadlo jestli není nějaká souvislost mezi kurem domácím a nemocnými postiženými beri-beri. Po delším bádání zjistil, že mezi nimi úzká souvislost je – společná strava. Slepice byly krmeny zbytky vězeňské stravy. Okamžitě se informoval, jaká je situace v jiných věznicích a zjistil, že je někde nemocných podstatně méně a někde více – zjistil totiž, že tam, kde se vařila výhradně loupaná rýže, bylo nemocných více, a tam, kde šetřili a dávali vězňům neloupanou rýži, byla beri-beri spíše vzácností.
Své výsledky uveřejnil v roce 1897 v lékařském časopise, ale i přesto, že tyto pozorování prakticky znamenaly vyřešení problému choroby beri-beri, jeho zpráva nevyvolala velikou pozornost. Ale Eijkman se nevzdával a pokračoval opět na svých pokusech na slepicích. Slepice rozdělil na dvě skupiny: jednu krmil neloupanou rýží, druhou rýží loupanou a brzy zjistil podle svého očekávání, že skupina krmena loupanou rýží převážně onemocněla a druhá skupina, krmena neloupanou rýží zůstala povětšinově zdravá. V této chvíli se Eijkmanovi potvrdilo, že ve slupce, kterou obchodníci z rýže odstraňovali, aby měla větší vzhled i větší cenu, musí být látky, jejichž nedostatek u výhradně rýžové stravy způsobuje i onemocnění beri-beri. To znamená, že nejen že zjistil hlavní příčinu nemoci beri-beri, ale také, že jako první fakticky objevil vitamíny.
Christiaan Eijkman však nedokázal i přes svůj výzkum označit látku, která způsobuje chorobu beri-beri. To se povedlo vědcům až po jeho smrti, kdy polský badatel Kazimierz Funk zopakoval Eijkmanovy pokusy tentokrát na holubech a dospěl k závěru, že ve slupce neloupané rýže jsou opravdu látky, jejichž existenci Eijkman předvídal. Nazval je vitamíny podle latinského slova vita – život. Ve stejné době jako Funk prozkoumal látky ve slupkách rýže i Frederick Hopkins a položil základy vědy o vitamínech.